# 拉本山 (德国)

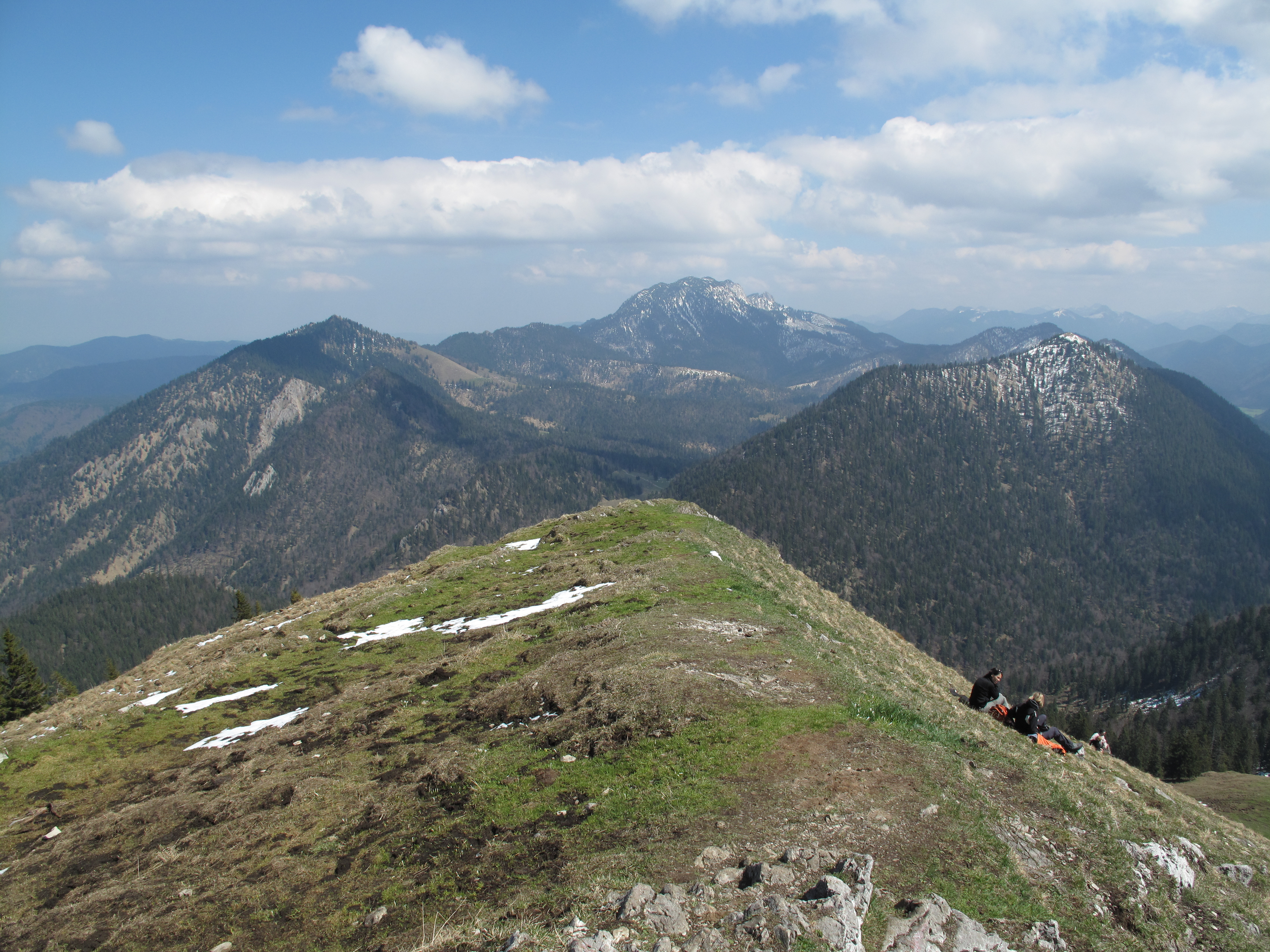

拉本山（德語：Rabenkopf），是德國的山峰，位於該國東南部，由巴伐利亞負責管轄，屬於巴伐利亞前阿爾卑斯山脈的一部分，海拔高度1,555米，山體由石灰岩形成。